# Rakkeby (Hjørring)
Rakkeby is een plaats in de Deense regio Noord-Jutland, gemeente Hjørring. De plaats telt 239 inwoners (2008). Het dorp maakt deel uit van de gelijknamige parochie.